# 체코 노동당
체코 노동당은 체코의 극우 정당이자 국수주의 정당으로, 2003년 설립되었다. 정식 명칭은 사회정의노동당(체코어: Dicenická Strana Sociální Spravedlnosti)이다.